# Österreichische Futsalnationalmannschaft
Die österreichische Futsalnationalmannschaft ist eine repräsentative Auswahl des Österreichischen Fußball-Bundes (ÖFB), die Österreich ab 2019 bei internationalen Begegnungen im Futsal, der einzigen von der FIFA anerkannten Variante des Hallenfußballs, vertritt.

## Geschichte
In Österreich wurde eine Futsalliga im November 2010 erstmals eingeführt. Im April 2018 wurde schließlich eine Futsalnationalmannschaft vom ÖFB ins Leben gerufen.
Im Juni 2018 wurde der ehemalige St. Pöltner-Akademietrainer Patrik Barbic zum Nationaltrainer bestellt, seine Assistenten wurden Aleksandar Ristovski und René Gaida. Barbic war zuvor als Aktiver für den österreichischen Futsalverein Stella Rossa tipp3 tätig.
Unter Barbic fand schließlich im Oktober 2018 der erste Lehrgang in Lindabrunn statt. Dabei nahmen diverse ehemalige Spieler aus der Regionalliga teil und mit Mirza Jatic auch ein ehemaliger Profifußballer.
Im Februar 2019 wurde schlussendlich bekanntgegeben, dass die österreichische Nationalmannschaft ihre ersten zwei Spiele in einem Länderspieldoppel im April 2019 im Bundessportzentrum in Maria Enzersdorf gegen Deutschland absolvieren wird. Beide Spiele endeten mit einem 2:2-Remis.

## Kader

### Trainerteam
| Position   | Name                 | Geburtsdatum | seit |
| ---------- | -------------------- | ------------ | ---- |
| Teamchef   | Patrik Barbic        | 13.09.1981   | 2018 |
| Co-Trainer | Aleksandar Ristovski | 08.05.1976   | 2018 |
| Co-Trainer | René Gaida           | 27.11.1975   | 2018 |

### Spieler
Folgende Spieler nahmen am ersten Lehrgang teil:
- Sinan Bicer (Fortuna Wiener Neustadt), Dino Cesovic (Vienna Walzer), Adilaid Dizdarevic (Diamant Linz), Said Djulic (Futsal Klagenfurt), Daniel Englisch (Murexin Allstars), Alec Flögel (Stella Rossa Juniors), Andre Hofer (Vienna Walzer), Mirza Jatic (Murexin Allstars), Marco Meitz (Fortuna Wiener Neustadt), Ivan Mihailovic (Murexin Allstars), Antonio Mrsic (Komusina), Alen Muharemovic (Murexin Allstars), Vahid Muharemovic (Murexin Allstars), David Rajkovic (Stella Rossa tipp3), Matthias Sadilek (Stella Rossa Juniors), Edwin Skrgic (Diamant Linz), Dejan Slamarski (Liberta Wien), Arthur Vozenilek (Stella Rossa Juniors), Adi Vrebac (Fortuna Düsseldorf)[8]

## Abschneiden bei Turnieren
| - 1989–2016 – nicht teilgenommen | - 1996–2018 – nicht teilgenommen |